# پهلواری
پهلواری (به انگلیسی: Phalwari) یک روستا در پاکستان است که در پنجاب واقع شده‌است. پهلواری ۱۰۰ کیلومتر مربع مساحت دارد.